# Pikku Palojärvi (sjö i Ijo, Norra Österbotten, Finland)
Pikku Palojärvi eller Palojärvi är en sjö i Finland. Den ligger i kommunen Ijo i landskapet Norra Österbotten, i den centrala delen av landet, 600 km norr om Helsingfors. Pikku Palojärvi ligger 55 meter över havet. Arean är 48,5 hektar och strandlinjen är 3,3 kilometer lång. Sjön  ingår i Ijo älvs huvudavrinningsområde. 